# Церковь Успения на Волотовом поле
Церковь Успения Богородицы на Во́лотовом поле — православный храм в селе Волотово Новгородского района Новгородской области, объект показа Государственного музея художественной культуры Новгородской земли, один из ранних образцов каменного новгородского зодчества. Известна своими уникальными фресками XIV века, которые во время Великой Отечественной войны рассыпались на множество фрагментов (пример гибели объектов мирового искусства в ходе боевых действий).

## История

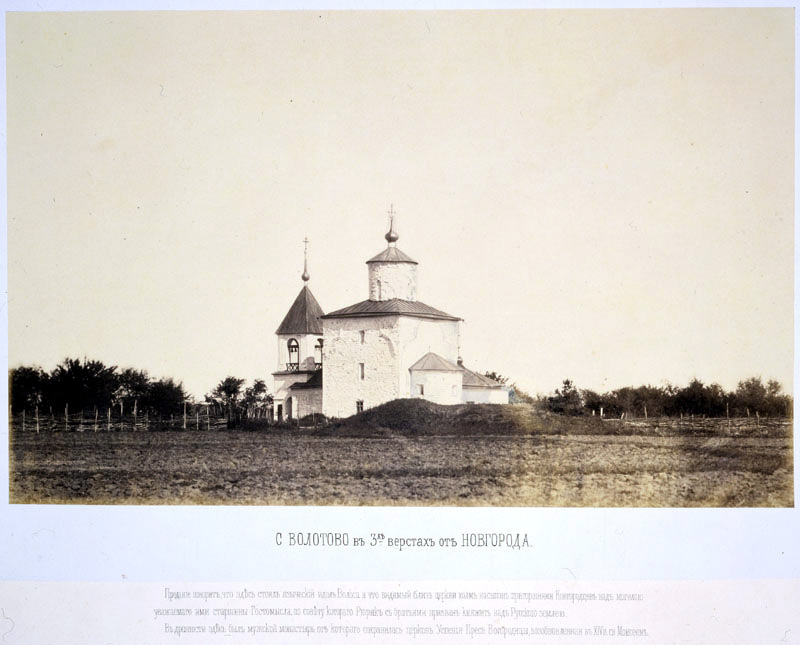
Церковь Успения на Волотовом поле до разрушения. Фото 1862 года

Поставлена в 1352 году архиепископом Моисеем на возвышенном берегу Малого Волховца неподалёку от Великого Новгорода. В 1363 году храм был украшен настенной живописью по заказу уже другого архиепископа Новгородского Алексия.
Во время шведской оккупации 1611—1617 годов церковь была разорена, однако ни стены, ни фрески не пострадали. В 1825 году часть постройки обгорела во время грозы.
Во время Великой Отечественной войны Успенская церковь в течение 29 месяцев находилась на линии фронта и была полностью разрушена немецкой артиллерией. Площадь утраченной фресковой живописи составила около 350 м².

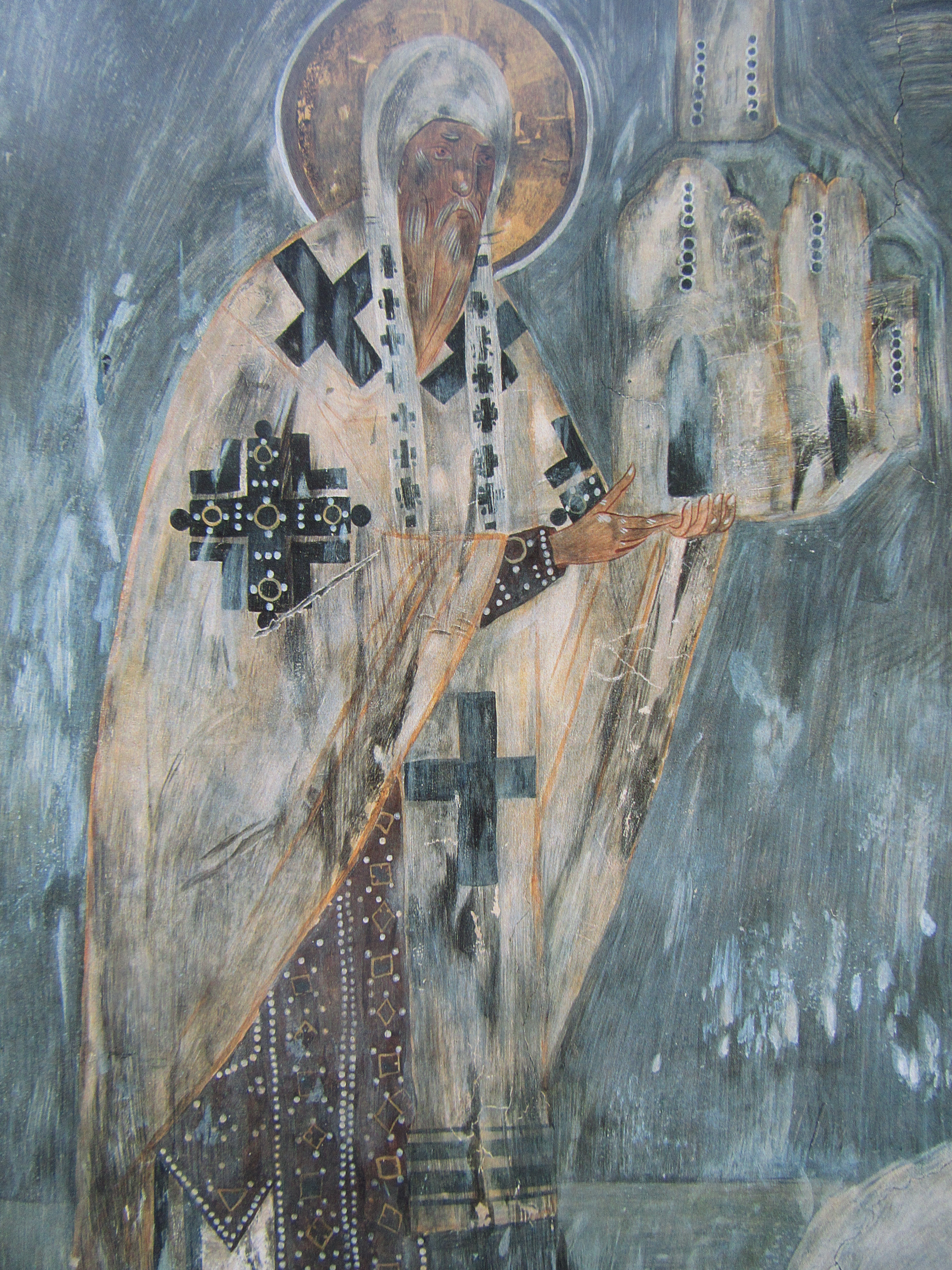
Архиепископ Моисей — строитель храма на Волотовом поле

## Восстановление и реставрация фресок

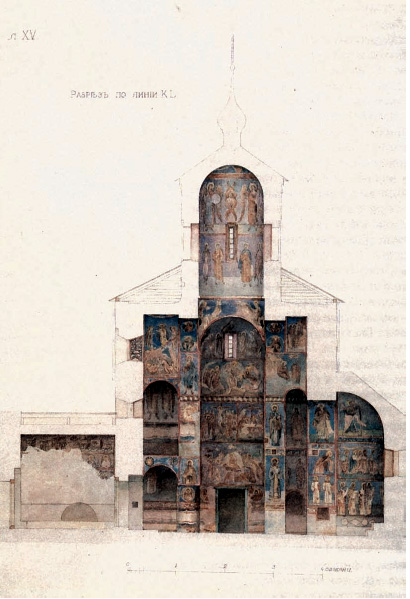
Схема росписи Церкви Успения на Волотовом поле

После окончания боевых действий на месте руин церкви остались 1,7 миллионов фрагментов фресковой живописи, которые затем были законсервированы. 14 декабря 1992 года церковь Успения Богоматери на Волотовом поле была включена в список памятников Всемирного наследия ЮНЕСКО, а в августе 1993 года новгородские реставраторы начали реставрационные работы с фрагментами фресковой живописи.
В 2001 году по совместному германско-российскому проекту началось восстановление храма. Немецкая сторона оплатила работы в размере 52 млн рублей, они также финансировались и из федерального бюджета. В 2002 году на не обожжённом кирпиче 1352 года был обнаружен рисунок, на котором изображена ладья под парусом с носом в виде звериной головы, в которой находятся три воина в кольчугах.
В 2003 году около 1,7 миллиона фресковых фрагментов поступили на реставрацию в Новгородскую научную мастерскую «Фреска». Хроника восстановления фресок:
- Лето 2008 года — первые спасённые специалистами фрески были возвращены на их прежние места. Это фреска мученика Прокопия с орнаментом, композиция с изображением двух неизвестных мучениц, а также фрагменты храмового «полотенца» (орнамента).
- В 2009 году возвращены фреска «Сон Иакова» и «медальоны» с изображениями мучеников Никиты и Иоасафа;
- 2010 год — возвращение в церковь фресок с изображениями архангела Михаила и пророка Захарии, площадь которых составляет около четырёх квадратных метров.

Торжественное открытие восстановленной церкви состоялось 28 августа 2003 года. В настоящее время Успенская церковь является объектом показа Государственного музея художественной культуры Новгородской земли и открыта для посещения.
В церкви найдено огромное количество рисунков, среди которых:
- Изображение зверя, кусающего себя за кончик хвоста; очень похоже на замки, находимые при археологических раскопках.
- Фигуры всадников, у одного из которых в руке меч (Татьяна Рождественская прочитала около этого всадника надпись «Македоньский». Есть древнерусское произведение «Александрия», переводы повести об Александре Македонском. Рождественская предположила, что эти рисунки являются иллюстрацией к этому произведению).
- Изображение лука с тетивой.
- Сценка охоты волка на оленя либо лося.
- Граффити «и норисуй»; первый случай литореи в новгородских граффити «господи помилуй» (расшифровал Алексей Гиппиус)[2].